# 베누 스리니바산
베누 스리니바산(영어: Venu Srinivasan)은 인도의 기업인으로, 이륜차 제조업체인 TVS 모터 컴퍼니와 자동차 부품 제조업체인 TVS 홀딩스의 명예 회장이다. 또한 그는 타타 선즈 이사회와 타타 트러스트의 부회장 중 한 명으로 재직하고 있다. 그는 2020년 1월 인도에서 세 번째로 높은 민간인 상인 파드마 부샨을 받았다.
그는 인도 내 2,500개 이상의 마을에서 활동하는 사회 봉사 신탁인 스리니바산 서비스 트러스트(SST)를 설립하고 감독하고 있다. 주요 활동 분야는 여성과 아동의 발전을 통한 사회 개발, 물 보전, 농업 및 가축을 통한 생계 개선, 환경 보전 및 보호이다.
스리니바산은 또한 스리랑감 랑가나타스와미 사원의 이사회 의장을 역임했으며, 사원 단지 및 인도 내 여러 고대 사원의 복원 작업을 지원했다. 2022년에는 인도 준비은행 중앙 이사회에 비공식 이사로 임명되었다.

## 경력
베누 스리니바산은 TVS 그룹 창립자인 T. V. 순다람 아이옌가르의 손자이다. 그는 돈 보스코 마트리큘레이션 고등학교, 첸나이에서 학업을 마쳤다. 기온디 공과대학을 졸업한 후, 미국 인디애나주의 퍼듀 대학교에서 경영학 석사 학위를 취득했다.
그는 퍼듀 대학교에서 경영학 박사 학위와 영국 코번트리의 워릭 대학교 및 인도 칸푸르의 인도 공과대학교(IIT)에서 이학 박사 학위를 받았다.
그는 1979년 5월 순다람-클레이턴의 전무이사가 되었다. 그는 이어서 TVS 모터 컴퍼니의 회장이 되었다.
1980년대 후반, 스리니바산은 파업 중인 노동자들과의 노동 문제로 인해 손실이 누적되던 이륜차 제조업체의 상황을 전환시켰다. 스리니바산은 3개월간 공장을 폐쇄하여 노동조합이 양보하도록 강요했다. 그런 다음 그는 공장 기계를 업그레이드하고, 신기술에 투자하며, 일본의 공정 중심 제조 방식인 총체적 품질 경영(TQM)을 구현했다.
그는 또한 워릭 대학교의 쿠마르 바타차리아 교수를 자문역으로 초빙하여 지도를 받았다. 2001년, 스즈키와의 수년간의 협력을 끝내고, TVS 모터 컴퍼니는 일본 자동차 제조업체와 결별하고 자체적으로 제조를 시작했다.
TVS 모터 컴퍼니는 인도 최초의 자체 제작 4행정 오토바이인 TVS 빅터를 출시하며 시장에 재진입했다. 이어진 출시들로 TVS 모터는 인도에서 세 번째로 큰 이륜차 제조업체가 되는 길을 걸었다.
스리니바산의 전무이사 리더십 아래, 순다람-클레이턴의 브레이크 부문은 "전사적 품질 관리를 적용하여 뛰어난 성능 향상을 달성"한 공로로 1998년 데밍상을 수상했다. 2002년에는 TVS 모터 컴퍼니도 데밍상을 수상하여, 전 세계 이륜차 회사 중 최초로 이 상을 받게 되었다. 2019년, 스리니바산은 총체적 품질 경영의 보급 및 촉진에 뛰어난 공헌을 한 개인에게 수여되는 데밍 특별 공로상을 받았다.

## 수상 및 명예
베누 스리니바산은 2009–10년 인도 산업 연합(CII) 회장으로 선출되었다. 스리니바산은 2010년 무역 및 산업 분야에 대한 공헌으로 인도 대통령으로부터 명망 높은 파드마 슈리 상을 수여받았다. 그는 "대한민국 문화 외교 친선대사"이다. 이전에 그는 대한민국 첸나이 명예 총영사였다. 2010년, 그는 한국과 인도 간의 양자 관계 증진에 기여한 공로를 인정받아 이명박 대한민국 대통령으로부터 민간인 훈장인 수교훈장을 수여받았다.
아시아 품질 네트워크(ANQ)는 스리니바산을 2012년 이시카와-카노 상 수상자 중 한 명으로 선정했으며, 이는 TVS 모터 컴퍼니 내에서의 품질 관리 이론 및 실천에 대한 그의 기여를 인정하는 것이다.
스리니바산은 대한민국과 인도 공화국 간의 우정과 협력을 증진하는 데 헌신한 공로로 한국 해군 함정 ROKS 최영(DDH-981)의 명예 함장으로 임명되었다. 2014년 12월, 스리니바산은 한국에서 두 번째로 큰 도시인 부산광역시 시장으로부터 부산시 명예시민으로 선정되었다.
포브스 인도의 100대 부자 목록(2024년 10월 9일 기준)에 따르면, 베누 스리니바산은 순자산 56억 5천만 달러로 55위에 올랐다.
| 연도 | 이름                               | 수여 기관             | 참조   |
| ---- | ---------------------------------- | --------------------- | ------ |
| 2003 | 아시아의 별                        | 블룸버그 비즈니스위크 | [ 13 ] |
| 2004 | 이학 박사                          | 워릭 대학교           |        |
| 2004 | 잠셋지 타타 평생 공로상            | 인도 품질 학회        | [ 26 ] |
| 2005 | JRD 타타 기업 리더십 상            | 전인도 경영 협회      | [ 27 ] |
| 2009 | 이학 박사                          | IIT, 카라그푸르, 인도 | [ 28 ] |
| 2010 | 파드마 슈리                        | 인도 정부             | [ 29 ] |
| 2010 | 수교훈장                           | 대한민국 정부         | [ 30 ] |
| 2012 | 이시카와-카노 상                   | 아시아 품질 네트워크  | [ 31 ] |
| 2014 | 경영학 박사                        | 퍼듀 대학교, 미국     | [ 32 ] |
| 2014 | 한국 해군 함정 ROKS 최영 명예 함장 | 대한민국 해군         | [ 33 ] |
| 2014 | 대한민국 부산시 명예 시민          | 부산광역시의회        | [ 34 ] |
| 2015 | 공공 외교 친선대사                 | 대한민국              |        |
| 2016 | 챔피언 중의 챔피언 및 최고 CEO     | 비즈니스 투데이       |        |
| 2018 | 평생 공로상                        | FADA                  |        |
| 2019 | 데밍 특별 공로상                   | JUSE                  | [ 17 ] |
| 2020 | 파드마 부샨                        | 인도 정부             | [ 36 ] |
| 2021 | 올해의 인물                        | 오토카 프로페셔널     | [ 37 ] |
| 2023 | 뛰어난 기관 건설자 상              | 인도 민간항공부       | [ 38 ] |

## 비판
베누 스리니바산은 스리랑감의 스리 랑가나타스와미 사원 이사회 의장과 첸나이의 카발리쉬와라라 사원 티루파니 위원회 수장으로 재직하면서 여러 차례 비판을 받았다. 티루쿠룽구디 사원의 시바 사원 무단 및 불법 철거와 관련하여 현재 소송이 진행 중이다.
랑가라잔 나라심한이 널리 공개한 불만 사항에 따르면, 베누 스리니바산에 대한 다수의 FIR 및 소송이 진행 중이다:
- 세습 신탁자가 아님에도 불구하고 불법적으로 신탁자 수장을 맡고 있음[39]
- 불법적으로 지하 조사를 실시하고 ASI를 참여시키지 않음[40]
- 스리랑감 사원 내부의 여러 조각상 불법 철거[40]
- 베누 스리니바산은 첸나이 카발리쉬와라 스와미 사원의 티루파니 위원회 위원장으로, 공작 파르바티 우상이 도난당했을 때 그 자리에 있었다. 그는 현재 진행 중인 법원 조사에서 예비 보석 상태이다.[41]